# Birgit Lehr
Birgit Lehr (* 9. April 1959 in Ohl) ist eine deutsche Tischtennisspielerin. Sie gewann 1983 die Deutsche Meisterschaft im Mixed.

## Jugend
Birgit Lehr begann ihre Karriere beim Verein TV Klaswipper. Über die Stationen TTC Aggertal und SSV Hagen gelangte sie 1977 zum Post SV Düsseldorf in die Damenbundesliga. In den 1970er Jahren gewann sie insgesamt 11 Titel bei Schüler- und Jugendturnieren des Westdeutschen Tischtennis-Verbandes. 1974 wurde sie für das deutsche Aufgebot zur Jugend-Europameisterschaft in Göppingen nominiert. 1976 wurde sie Deutscher Jugendmeister im Einzel. Weitere Erfolge im Jugendbereich waren.
- 1972/73: Bundesranglistenturnier DTTB-TOP12 der Schüler: Platz 1[7]
- 1973/74: Nationale Deutsche Meisterschaften der Jugend: Platz 1 im Doppel mit Roswitha Schmitz[8]
- 1974/75: Nationale Deutsche Meisterschaften der Jugend: Platz 1 im Mixed mit Hans-Joachim Nolten[9]
- 1974/75: Internationale Deutsche Meisterschaften in Dillingen: Platz 1 im Mixed mit Michael Gräf[10]
- 1975/76: Nationale Deutsche Meisterschaften der Jugend: Platz 1 im Einzel und Doppel mit Gisela Jacob[8]
- 1976/77: Bundesranglistenturnier DTTB-TOP12 der Junioren: Platz 2[11]

Ihr größter Erfolg bei den Erwachsenen war der Gewinn der Nationalen Deutschen Meisterschaft für Erwachsene 1983 im Mixed mit Manfred Nieswand.

## Privat
Birgit Lehr arbeitet als Heilerzieherin, sie lebt seit 2008 in Schleswig-Holstein.